# Dytaster spinosus
Dytaster spinosus är en sjöstjärneart som beskrevs av Percy Sladen 1889. Dytaster spinosus ingår i släktet Dytaster och familjen kamsjöstjärnor. Inga underarter finns listade i Catalogue of Life.